# Кастельнуово
Кастельнуово (італ. Castelnuovo, вен. Castelnovo) — (італ. Новий замок) муніципалітет в Італії, у регіоні Трентіно-Альто-Адідже,  провінція Тренто.
Кастельнуово розташоване на відстані близько 470 км на північ від Рима, 29 км на схід від Тренто.
Населення — 1047 осіб (2014).
Щорічний фестиваль відбувається 6 листопада. Покровитель — San Leonardo.

## Покинуте місто
Сучасне місто було споруджено в 1970-х роках мешканцями, які покинули старе місто. У старому місті скрізь проходило добування бурого вугілля і у більшості будинків жили шахтарі, однак через те, що видобуток вугілля проходив безпосередньо під містом почали просідати будинки і місто було визнане аварійним. Мешканці переселилися неподалік у долину. Покинуте місто було огороджено сіткою, яка сьогодні вже нікому не завада.
В покинутому місті проходили зйомки фільму "Іво, котрий запізнився" (італ. Ivo il tardivo)
Місто-привид Кастельнуово де Саббіоні відоме трагічними подіями кінця Другої Світової війни, коли Італія підписала мир з союзниками і стала битися з німцями. У Тоскані відбувалися жорстокі бої, і коли 4 липня 1944 есесівці увійшли до Кастельнуово, перше, що вони зробили - це збір всього чоловічого населення на головній площі. 75 мирних жителів були розстріляні, а потім спалені.

## Демографія
Населення за роками:

Станом на 1 січня 2023 року в муніципалітеті офіційно проживало 88 іноземців з 22 країн, серед них 30 громадян країн Євросоюзу.

## Сусідні муніципалітети
- Азіаго
- Борго-Вальсугана
- Карцано
- Скурелле
- Тельве
- Кастель-Івано